# Nasir (cầu thủ bóng đá)
Nasir (sinh ngày 8 tháng 10 năm 1995, ở Tuban) là một cầu thủ bóng đá người Indonesia thi đấu cho Arema FC ở Liga 1 ở vị trí tiền vệ chạy cánh hoặc tiền vệ tấn công.

## Sự nghiệp

### Arema FC
Đầu tiên anh chỉ theo lựa chọn tại Arema FC, nhưng khi Ahmad Nufiandani gia nhập PS TNI, Nasir cũng có một chỗ để điền vào trong cầu thủ U-23. Nasir có thể theo sự lựa chọn trong Arema FC vì được đề xuất bởi cựu cầu thủ Arema FC, Andi Robot. Anh có khả năng thu hút sự tập trung của ban huấn luyện trong khi chọn lựa.

## Danh hiệu

### Arema
- Indonesia President's Cup: 2017